# Pixel 6
Pixel 6 и Pixel 6 Pro — это пара Android-смартфонов, разработанных и продаваемых Google как часть линейки продуктов Google Pixel. В совокупности они служат преемником Pixel 5. Телефоны были впервые представлены в августе 2021 года, что подтвердило сообщения о том, что они будут работать на специальной системе на чипе под названием Google Tensor. Камеры размещены на горизонтальной планке сзади, а спереди в центре есть вырез для дисплея с дырочками. Они поставлялись с Android 12, а Google анонсировала многочисленные функции искусственного интеллекта и фоновых вычислений во время запуска телефонов.
Pixel 6 и Pixel 6 Pro были официально анонсированы 19 октября 2021 года на мероприятии «Pixel Fall Launch» и выпущены в США 28 октября после обширной маркетинговой кампании. Они получили в целом положительные отзывы критиков, которые высоко оценили чип Tensor, камеру, дизайн и цену. Многие розничные продавцы столкнулись с перебоями в работе Интернета и задержкой доставки вскоре после того, как телефоны стали доступны из-за неожиданно высокого спроса.

## История
Google представила Pixel 6 и Pixel 6 Pro 2 августа 2021 года, что подтвердило новый дизайн телефонов и введение собственной системы Tensor. В предыдущих устройствах Pixel использовались чипы Qualcomm, а Google начала разработку собственных чипов (под кодовым названием Whitechapel) еще в 2016 году. Чип назван в честь технологий Google TensorFlow и Tensor Processing Unit. Несмотря на то, что он позиционируется как разработанный Google, тщательное изучение показывает, что этот чип имеет много общего с серией Exynos от Samsung. Сообщается, что преемник чипа будет находиться в разработке к октябрю 2021 года, предположительно для Pixel 7.
Pixel 6 и Pixel 6 Pro были официально анонсированы 19 октября 2021 года на мероприятии Pixel Fall Launch и стали доступны в девяти странах 28 октября. Телефоны не были доступны в Индии при запуске из-за проблем с цепочкой поставок. Во время презентации Google также анонсировала официальные чехлы для телефонов, которые поступили в продажу в тот же день в трех цветовых вариантах для каждого телефона, а также беспроводное зарядное устройство Pixel Stand второго поколения, которое поступило в продажу в ноябре. Предварительные заказы на телефоны начались в тот же день, когда было объявлено, а поставки начнутся 25 октября. Магазин Google не предлагал никаких скидок на устройства в Черную пятницу, в отличие от предыдущих лет. 3 февраля 2022 года Pixel 6 и Pixel 6 Pro стали доступны в Италии и Испании в «ограниченных количествах», а ограниченный запуск в Сингапуре состоялся 15 февраля.

## Спецификации
| Характеристики     | Pixel 6 | Pixel 6 Pro |
| ------------------ | --- | --- |
| Дисплей            | 6,4 дюйма AMOLED FHD+ (2340х1080) 90 Гц, HDR10+ Gorilla Glass Victus                                       | 6,71 дюйма LTPO AMOLED QHD+ (3120х1400) 120 Гц, HDR10+ Gorilla Glass Victus |
| Процессор          | Google Tensor                                                                                              | Google Tensor |
| ОЗУ                | 8 ГБ LPDDR5                                                                                                | 12 ГБ LPDDR5 |
| Основная камера    | Широкоугольная: 50 Мп, Samsung GN1, f/1.8, OIS Сверхширокоугольная: 12 Мп, f/2.2, угол обзора 114 градусов | Широкоугольная: 50 Мп, Samsung GN1, f/1.8, OIS Сверхширокоугольная: 12 Мп, f/2.2, угол обзора 114 градусов Телефото: 48 Мп f/3.5, 4X оптическое увеличение, 20Х цифровое увеличение |
| Фронтальная камера | 8 Мп, f/2.0                                                                                                | 11,1 Мп, f/2.2 |
| Батарея            | 4600 мАч Проводная зарядка: 30 Вт Беспроводная зарядка: 21 Вт                                              | 5000 мАч Проводная зарядка: 30 Вт Беспроводная зарядка: 23 Вт |
| Прочее             | 5G NR (mmWave) NFC Ultra-wideband (UWB) Bluetooth 5.2 Type-C Wi-Fi 6E (802.11ax) IP68 Стереодинамики       | 5G NR (mmWave) NFC Ultra-wideband (UWB) Bluetooth 5.2 Type-C Wi-Fi 6E (802.11ax) IP68 Стереодинамики                                                                                |

### Дизайн
Pixel 6 и Pixel 6 Pro имеют уникальный новый дизайн, который визуально отличается от телефонов Pixel предыдущего поколения, включая большую панель камеры и двухцветную цветовую схему на задней панели. На передней панели обоих телефонов также есть выемка для дисплея по центру. Каждый из них доступен в трех цветах.

Красный

Sorta Seafoam

Stormy Black

### Аппаратное обеспечение
Pixel 6 оснащен 6,4-дюймовым OLED-дисплеем FHD+ 1080p с плотностью пикселей 411 ppi, разрешением 1080 ×2400 пикселей и соотношением сторон 20:9, а Pixel 6 Pro — 6,7-дюймовым OLED-дисплеем QHD+ 1440p LTPO с плотностью 512 ppi и разрешением 1440 × 3120 пикселей, разрешение в пикселях и соотношение сторон 19,5:9. Оба дисплея поддерживают HDR10+; Pixel 6 имеет частоту обновления 90 Гц, а Pixel 6 Pro имеет переменную частоту обновления 120 Гц. Оба телефона оснащены 50-мегапиксельной задней камерой и 12-мегапиксельной сверхширокой задней камерой, а Pixel 6 Pro оснащен дополнительной 48-мегапиксельной задней камерой с телеобъективом. Фронтальная камера Pixel 6 оснащена широкоугольным объективом с разрешением 8 мегапикселей, а камера Pixel 6 Pro — сверхширокоугольным объективом с разрешением 11,1 мегапикселя. Новый чип Google Tensor также привнес Live HDR+ в видео, а также усовершенствовал функции Night Sight и Super Res Zoom на устройствах.
Pixel 6 имеет аккумулятор емкостью 4614 мАч, а Pixel 6 Pro — 5003 мАч. Оба телефона поддерживают быструю зарядку, беспроводную зарядку Qi, а также обратную беспроводную зарядку. Pixel 6 доступен с 128 или 256 ГБ памяти и 8 ГБ ОЗУ, а Pixel 6 Pro доступен с 128, 256 или 512 ГБ памяти и 12 ГБ ОЗУ. В дополнение к чипу Tensor на базе ARM оба телефона также оснащены модулем безопасности Titan M2, основанным на открытом стандарте RISC-V, а также оптическим сканером отпечатков пальцев под дисплеем, стереодинамиками и стеклом Gorilla Glass Victus. В апреле 2022 года 9to5Google сообщил, что Pixel 6 Pro изначально планировалось выпустить с функцией распознавания лиц Face Unlock, аналогичной функции Pixel 4, но полагающейся исключительно на переднюю камеру телефона, а не на технологию Project Soli; функция была отменена по неизвестным причинам незадолго до запуска.

### Программное обеспечение
Как и в предыдущих поколениях телефонов Pixel, Google уделял большое внимание искусственному интеллекту и возможностям фоновых вычислений во время мероприятия Pixel Fall Launch, дебютировав с такими функциями, как Magic Eraser, Face Unblur, Motion Mode, Real Tone, Direct My Call, Wait Times, и Live Translate. Кроме того, голосовой набор Ассистента и коррекция грамматики являются эксклюзивными функциями серии Pixel 6, а функция цифрового автомобильного ключа Google Pay впервые была запущена на Pixel 6, Pixel 6 Pro и Samsung Galaxy S21 в ноябре. Material You, более персонализированный вариант языка дизайна Google Material Design, также был в центре внимания маркетинговых усилий Google.
Pixel 6 и Pixel 6 Pro поставлялись с Android 12 и версией 8.4 приложения Google Camera при запуске, что совпало со стабильным выпуском Android 12 в рамках Android Open Source Project (AOSP). Он получит не менее трех лет основных обновлений ОС с поддержкой до 2024 года и не менее пяти лет обновлений безопасности с поддержкой до 2026 года. Продолжая тенденцию Pixel 5a, Pixel 6 и Pixel 6 Pro не поставлялись с неограниченным хранилищем фотографий в «высоком качестве» в Google Фото, став вторым телефоном Pixel, в котором не было предложения. Одновременно с запуском Pixel Fall Android 12 стала доступна на старых телефонах Pixel, а также были представлены Security Hub и Privacy Dashboard. Google также анонсировала Pixel Pass, пакет подписки, аналогичный Apple One и Xbox All Access, который объединяет серию Pixel 6 с Google One, YouTube Premium, YouTube Music Premium, Google Play Pass и расширенной гарантией.

## Маркетинг
Google запустил маркетинговую кампанию для телефонов на раннем этапе, начав с онлайн-видео, рекламных щитов в крупных городах и рекламы в журналах в сентябре 2021 года. Кроме того, компания сотрудничала с Channel 4, NBA и Snapchat для продвижения телефонов. Модели телефонов также были доступны для демонстрации в магазине Google Store Chelsea в Нью-Йорке перед запуском. Финансовый директор Google Рут Порат ранее сообщила во время ежеквартального звонка инвесторам материнской компании Alphabet Inc. в августе, что компания планирует существенно увеличить свои расходы на маркетинг и продажи в преддверии запуска телефонов, в то время как глава Google по оборудованию Рик Остерлох объявил о своих намерениях. намерение «инвестировать в маркетинг».
В ноябре 2021 года было объявлено, что актер Симу Лю, сыгравший Шан-Чи в кинематографической вселенной Marvel, будет послом бренда Pixel 6 в Канаде, через несколько дней после того, как Лю снял видео в рамках программы «Смотреть» на Google TV. маркетинговая кампания со мной". Спортсмены НБА Яннис Адетокунбо и Мэджик Джонсон также выступают в качестве послов бренда телефонов, как и теннисистка Лейла Фернандес в Канаде. В феврале 2022 года Google выпустил рекламный ролик с неизданной песней американской певицы Лиззо под названием «If You Love Me» перед ее выходом в эфир во время Super Bowl LVI, рекламируя функцию Real Tone Pixel 6. Направленный Джошуа Кисси и созданный в сотрудничестве с рекламным агентством Gut Miami, 60-секундный рекламный ролик стал первым рекламным роликом компании, связанным с Pixel, на Супербоуле. Другие рекламные акции включают носки Pixel 6 и наклейку Tensor для «Pixel Superfans», а также колоду Таро на тему Pixel 6 для участников #TeamPixel в преддверии Рождества.

## Прием

### Критический прием
Pixel 6 и Pixel 6 Pro привлекли большое внимание еще до своего запуска, и многие комментаторы подчеркивали потенциал их чипа Tensor и дебют Android 12, считая его «более захватывающим», чем iPhone 13 от Apple. Комментаторы также отметили повышенное ожидание Pixel по сравнению с предыдущими поколениями линейки смартфонов Pixel, объяснив это преждевременным раскрытием устройства Google и анонсом чипа Tensor.
Оба телефона после выпуска получили в целом положительные отзывы. Его возможности камеры, уникальный дизайн и производительность чипа Tensor получили широкую оценку, хотя скорость сканера отпечатков пальцев и отсутствие зарядного устройства для телефона подверглись критике. Критики также отметили премиальные характеристики телефонов и доступную цену, в то время как время автономной работы и выступ панели камеры вызвали неоднозначную реакцию.

### Коммерческий прием
Google удовлетворил возросший интерес к Pixel 6 и Pixel 6 Pro, подписав партнерские соглашения с более чем 45 операторами беспроводной связи, а также розничными торговцами в девяти странах. Компания также удвоила производство своих телефонов по сравнению с прошлым годом, пытаясь увеличить свою долю на рынке, выпустив около 7 миллионов устройств. Вскоре после того, как телефоны стали доступны для предварительного заказа, в онлайн-магазине Google и в магазине Google Fi произошли временные перебои. Google объяснил задержку доставки модели Pro неожиданно высоким спросом в Google Store, поскольку другие перевозчики также столкнулись с задержками доставки.
В декабре 2021 года в отчете указывалось, что продажи Pixel 6 и Pixel 6 Pro у операторов связи в течение первого месяца их доступности были выше по сравнению с предыдущими моделями, в то время как производитель аксессуаров для смартфонов Bellroy объявил, что его чехлы для телефонов серии Pixel 6 был его самым популярным продуктом всех времен. Во время ежеквартального обращения Alphabet Inc. к инвесторам в феврале 2022 года Google и генеральный директор Alphabet Сундар Пичаи рекламировали «рекордные» цифры продаж телефонов Pixel 2021 года, особенно серии Pixel 6; однако более позднее исследование, проведенное Counterpoint Исследования показали, что линейка Pixel, возможно, испытала лишь умеренный годовой рост по сравнению с Pixel 5.
В марте 2022 года International Data Corporation заявила, что внедрение чипа Tensor в серии Pixel 6 стало фактором, позволившим MediaTek обогнать Qualcomm как самого популярного производителя чипов Android в США, хотя последний оспаривает отчет. Другой отчет, опубликованный Counterpoint Research в том же месяце, показал, что Tensor составляет примерно 1-2 % высокопроизводительных систем на рынке микросхем. В апреле в отчете исследовательской компании Wave7 утверждалось, что продажи Pixel 6 и Pixel 6 Pro у операторов связи были низкими, при этом Google предлагала необычно высокие «откаты продавцам», а Verizon добилась наибольшего успеха с телефонами.

## Проблемы с программным обеспечением
В октябре 2021 года некоторые первые покупатели сообщили, что на экранах их телефонов наблюдалась ошибка «мерцания дисплея» при нажатии кнопки питания на выключенном телефоне. Через два месяца проблема была устранена программным патчем. В ноябре некоторые пользователи сообщили, что сканер отпечатков пальцев перестает работать, когда они изменяют скорость анимации телефона или телефон разряжает аккумулятор, в то время как другие устройства можно было разблокировать с помощью отпечатков пальцев, не зарегистрированных на устройстве. Google объяснил кажущуюся низкую скорость работы сканера отпечатков пальцев соображениями безопасности и позже в том же месяце выпустил обновление, устраняющее некоторые другие проблемы. Также были распространены сообщения о том, что Google Assistant случайным образом звонил людям из списка контактов пользователей, что вскоре после этого было исправлено. Еще одна ошибка в приложении Google Фото привела к исчезновению функции Magic Eraser с некоторых устройств. Google выпустила исправление в феврале 2022 года.
В декабре 2021 года ежемесячное обновление программного обеспечения Google для устройств Pixel вызвало проблемы с подключением к сети у некоторых пользователей в Европе. Позже в том же месяце Google начал тестировать исправления этой проблемы, позже приостановив развертывание обновления из-за сообщений о сброшенных или отключенных звонках и, в конечном итоге, полностью исключив его из списка. Еще одна ошибка в обновлении вынудила Google отключить функции Call Screen и Hold For Me на некоторых устройствах Pixel 6. В феврале 2022 года многие пользователи сообщали о проблемах с Wi-Fi после очередного ежемесячного обновления, а исправление было выпущено в следующем месяце. В марте Макс Келлерманн из Ionos обнаружил обширную уязвимость системы безопасности Linux под названием «Dirty Pipe», которая затронула устройства, поставляемые с Android 12, включая серию Pixel 6. В апреле появилась ошибка, из-за которой звонки отклонялись без ведома владельца.